# Neuensorg (Hartenstein)

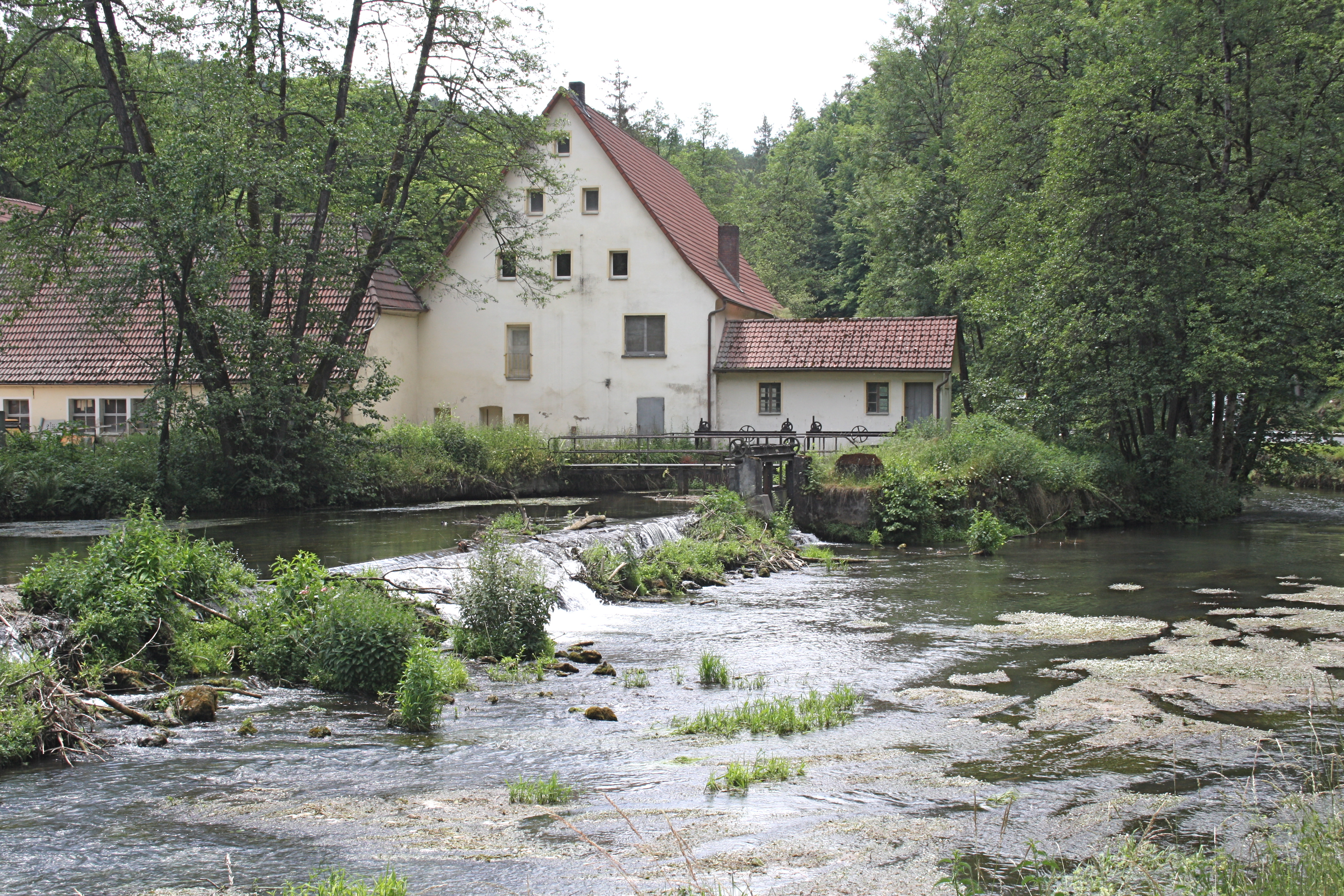
Neuensorg an der Pegnitz

Neuensorg ist ein Gemeindeteil von Hartenstein im mittelfränkischen Landkreis Nürnberger Land in Bayern. Neuensorg liegt in der Gemarkung Hartenstein.
Das gewerblich geprägte Neuensorg besteht hauptsächlich aus einem Dolomitwerk mit etwa fünf Gebäuden inklusive Anbauten, es ist von Feldern, Wiesen und Wäldern umgeben und gehörte vor der Gebietsreform mit den Einöden Höflas, Häuslfeld auch schon zu Hartenstein.

## Lage
Die Einöde Neuensorg liegt östlich von Velden und westlich von Engenthal an der Staatsstraße 2162 sowie an der Pegnitz . Oberfranken und die Oberpfalz grenzen in unmittelbarer Nähe an. Die Nachbarortschaften sind  Velden, Pfaffenhofen, Engenthal und Hartenstein. Im Osten befindet sich der Ödlesberg (437 m) die Wasserleite und der Heidenhübel. Der nächste Bahnhof liegt in Velden.

## Geschichte
In Neuensorg an der Pegnitz befand sich vom 14. bis zum 17. Jahrhundert ein eisenverarbeitender Eisenhammer, also ein Blech-, Draht-, Zain- oder Waffenhammer. Der Hammer wurde vom Wasser der Pegnitz betrieben. 1537 bezog der Hammer sein Erz von Sulzbach.